# Wahlkreis Banjul Central
Der Wahlkreis Banjul Central ist ein Wahlkreis (englisch constituency) für die Wahl eines Abgeordneten der gambischen Nationalversammlung (National Assembly).

## Wahlergebnisse

### Parlamentswahl 2022
| Kandidaten                   | Kandidaten            | Parteien                                                        | Stimmen | %    |
| ---------------------------- | --------------------- | --------------------------------------------------------------- | ------- | ---- |
|                              | Abdoulie Njaigewählt  | unabhängig                                                      | 1.262   | 26,3 |
|                              | Muhammed Ndow         | People’s Progressive Party                                      | 1.168   | 24,4 |
|                              | Momodou Cherno Jallow | United Democratic Party                                         | 988     | 20,6 |
|                              | Baboucarr Mboge       | People’s Democratic Organisation for Independence and Socialism | 550     | 11,5 |
|                              | Lyndon B. Johnson     | unabhängig                                                      | 450     | 9,4  |
|                              | Alhagi Jah            | unabhängig                                                      | 260     | 5,4  |
|                              | Aminata T.B. Jarra    | Gambia for All                                                  | 117     | 2,4  |
| Gesamt                       | Gesamt                | Gesamt                                                          | 4.795   | 100  |
|                              |                       |                                                                 |         |      |
| Quelle: Electoral Commission |                       |                                                                 |         |      |

### Parlamentswahl 2017
| Kandidaten                   | Kandidaten           | Parteien                                              | Stimmen | %    |
| ---------------------------- | -------------------- | ----------------------------------------------------- | ------- | ---- |
|                              | Muhammed Ndowgewählt | People’s Progressive Party                            | 1.852   | 50,1 |
|                              | Abdoulie Saine       | Alliance for Patriotic Reorientation and Construction | 821     | 22,2 |
|                              | Ebrima Pesseh Njie   | United Democratic Party                               | 472     | 12,8 |
|                              | Haddijatou Forbes    | Gambia Democratic Congress                            | 390     | 10,5 |
|                              | Ebou Jeng            | unabhängig                                            | 162     | 4,4  |
| Gesamt                       | Gesamt               | Gesamt                                                | 3.697   | 100  |
|                              |                      |                                                       |         |      |
| Quelle: Electoral Commission |                      |                                                       |         |      |

### Parlamentswahl 2012
| Kandidaten                                          | Kandidaten            | Parteien                                              | Stimmen | %    |
| --------------------------------------------------- | --------------------- | ----------------------------------------------------- | ------- | ---- |
|                                                     | Abdoulie Sainegewählt | Alliance for Patriotic Reorientation and Construction | 2.365   | 56,8 |
|                                                     | Haddijatou Forbes     | unabhängig                                            | 1.797   | 43,2 |
| Gesamt                                              | Gesamt                | Gesamt                                                | 4.162   | 100  |
|                                                     |                       |                                                       |         |      |
| Quellen: Electoral Commission, Kandidaten – Stimmen |                       |                                                       |         |      |

### Parlamentswahl 2007
| Kandidaten                                          | Kandidaten            | Parteien                                              | Stimmen | %    |
| --------------------------------------------------- | --------------------- | ----------------------------------------------------- | ------- | ---- |
|                                                     | Abdoulie Sainegewählt | Alliance for Patriotic Reorientation and Construction | 2.298   | 65,5 |
|                                                     | Ebrima Pesseh Njie    | United Democratic Party                               | 1.213   | 34,5 |
| Gesamt                                              | Gesamt                | Gesamt                                                | 3.511   | 100  |
|                                                     |                       |                                                       |         |      |
| Wahlberechtigte                                     | Wahlberechtigte       | Wahlberechtigte                                       | 8.328   |      |
|                                                     |                       |                                                       |         |      |
| Quellen: Electoral Commission, Kandidaten – Stimmen |                       |                                                       |         |      |

### Parlamentswahl 2002
| Kandidaten                                          | Kandidaten                            | Parteien                                              | Stimmen | %   |
| --------------------------------------------------- | ------------------------------------- | ----------------------------------------------------- | ------- | --- |
|                                                     | José Tetteh Kofie Green-Harrisgewählt | Alliance for Patriotic Reorientation and Construction | –       | –   |
| Gesamt                                              | Gesamt                                | Gesamt                                                | 0       | 100 |
|                                                     |                                       |                                                       |         |     |
| Quellen: Electoral Commission, Ergebnisse – Stimmen |                                       |                                                       |         |     |

### Parlamentswahl 1997
| Kandidaten                   | Kandidaten              | Parteien                                                        | Stimmen | %    |
| ---------------------------- | ----------------------- | --------------------------------------------------------------- | ------- | ---- |
|                              | Musa Sinyangewählt      | Alliance for Patriotic Reorientation and Construction           | 1.931   | 46,9 |
|                              | Christian Samuel Davies | United Democratic Party                                         | 967     | 23,5 |
|                              | Pa Sallah Jeng          | unabhängig                                                      | 860     | 20,9 |
|                              | Ahmed Jeggan Loum       | People’s Democratic Organisation for Independence and Socialism | 356     | 8,7  |
| Gesamt                       | Gesamt                  | Gesamt                                                          | 4.114   | 100  |
|                              |                         |                                                                 |         |      |
| Wahlberechtigte              | Wahlberechtigte         | Wahlberechtigte                                                 | 6.094   |      |
|                              |                         |                                                                 |         |      |
| Quelle: Electoral Commission |                         |                                                                 |         |      |

### Parlamentswahl 1992
| Kandidaten                   | Kandidaten         | Parteien                                                        | Stimmen | %    |
| ---------------------------- | ------------------ | --------------------------------------------------------------- | ------- | ---- |
|                              | Ebrima Njiegewählt | People’s Progressive Party                                      | 1.444   | 52,2 |
|                              | N’Janko Njie       | United Party / National Convention Party                        | 966     | 34,9 |
|                              | David Jones        | People’s Democratic Organisation for Independence and Socialism | 293     | 10,6 |
|                              | Anna F. Thomas     | unabhängig                                                      | 63      | 2,3  |
| Gesamt                       | Gesamt             | Gesamt                                                          | 2.766   | 100  |
|                              |                    |                                                                 |         |      |
| Quelle: Electoral Commission |                    |                                                                 |         |      |